# Cintray (Eure-et-Loir)
Cintray é uma comuna francesa na região administrativa do Centro, no departamento de Eure-et-Loir. Estende-se por uma área de 4 km². Em 2010 a comuna tinha 431 habitantes (densidade: 107,8 hab./km²).